# ゲーム王国
『ゲーム王国』（ゲームおうこく）は、1994年4月5日から1999年9月30日までテレビ東京系列局で放送されていたテレビゲーム情報番組（ゲーム番組）である。テレビ東京とアルファ放送制作の共同製作。

## 概要
月曜7:10枠と火曜7:10枠で放送されていた『Theゲームパワー』の後継番組で、同番組から引き続き江戸家小猫が司会を務めていた。
スポンサーはソフトメーカーとしては比較的マイナーなサードパーティーが殆どで、紹介ソフトやゲーム対決に用いるソフトも『飛龍の拳』などのマイナータイトルが多かった。しかし、参加者は得意なゲームに『大乱闘スマッシュブラザーズ』などの有名タイトルを挙げる子供が多かった。

## 主なコーナー
実施していた主な企画に、各ソフトメーカーの広報担当者による新作ゲームソフトの紹介や発売済みゲームソフトの裏技の紹介、スタジオ観覧に訪れた子供同士によるゲーム対決などがある。
What's New!!
回により2-3本紹介される。
CLOSE-UP!!
今月中に発売される注目ゲームソフトの紹介など。
TOP SECRET!
発売済みゲームソフトの裏技の紹介など。初期では、ゲームプレイ中にどうしても通過できない地点などをビデオテープに録画し、それを番組に投稿することで攻略法を聞けるものもあった。
The Challenge!!
ゲーム対決コーナー。タイトルコールでは小猫の「The」の後に会場観覧者が「Challenge!!」とコールするものだった。ゲーム対決の出場希望者の応募は、はがきで受け付けていた。対決のメンバーは抽選にて決められ、賞品は、1994年から1995年頃までは人気も知名度も無かったプレイディアで、贈呈されても喜ばない参加者が多くいた。以降の賞品にはゲームボーイや双眼鏡と続いた。敗者にはゲーム対決に使われたソフトが贈呈されていた。
Hyper Infomation!
New Soft Guide
ナレーターによる新作ゲームソフトのまとめなど。
WonderSwanコーナー
携帯ゲーム機「ワンダースワン」ソフトの紹介。
番組最後の視聴者プレゼントはゲームとは無関係な望遠鏡などで、子供向けのゲーム番組であるのにもかかわらず、一時期ダイヤモンドネックレスなども含まれていた。

## 放送時間・放送局
いずれも日本標準時。
| 放送対象地域 | 放送局             | 放送日時 | 放送時間                                                                    | 系列           | 備考                             |
| ------------ | ------------------ | --- | --------------------------------------------------------------------------- | -------------- | -------------------------------- |
| 関東広域圏   | テレビ東京         | 1994年4月5日 - 1995年9月26日 1995年10月7日 - 1996年3月30日 1996年4月4日 - 9月26日 1996年10月3日 - 1999年9月30日 | 火曜 18:30 - 19:00 土曜 07:30 - 08:00 木曜 17:00 - 17:30 木曜 07:30 - 08:00 | テレビ東京系列 | 制作局                           |
| 北海道       | テレビ北海道       | 1994年4月5日 - 1995年9月26日 1995年10月7日 - 1996年3月30日 1996年4月6日 - 1999年10月2日                         | 火曜 18:30 - 19:00 土曜 7:30 - 8:00 土曜 7:00 - 7:30                        | テレビ東京系列 | [ 1 ]                            |
| 富山県       | チューリップテレビ | 1994年5月16日 - 9月26日                                                                                         | 月曜 16:27 - 16:55                                                          | TBS系列        | 途中で打ち切り、富山テレビへ移行 |
| 富山県       | 富山テレビ         | 1994年10月4日 -                                                                                                 | 火曜 16:30 - 17:00                                                          | フジテレビ系列 | チューリップテレビから移行       |
| 石川県       | テレビ金沢         | 1994年4月12日 -                                                                                                 | 火曜 17:00 - 17:30                                                          | 日本テレビ系列 | [ 4 ]                            |
| 福井県       | 福井テレビ         | 1994年4月19日 -                                                                                                 | 火曜 16:30 - 17:00                                                          | フジテレビ系列 |                                  |
| 熊本県       | テレビ熊本         | 1994年4月9日 - 1995年3月25日                                                                                    | 土曜 6:45 - 7:15                                                            | フジテレビ系列 | [ 6 ]                            |

## 出演者

### 司会
- 江戸家小猫
- ライオネス飛鳥
- 林家いっ平（後の2代目林家三平） - この番組のレギュラーになった後、『GAME Jockey II』の2007年3月29日放送分までアルファ放送制作のゲーム番組に出演し続けた。
- 島崎和歌子
- 白石美樹
- 星野美果

### ナレーター
- 堀内賢雄 - タイトルコールも兼任。中期頃[いつ?]に降板。
- 堀越真己

## 参加ソフトメーカー
- アスキー
- カルチャーブレーン
- キングレコード
- ケムコ
- ジャレコ
- パック・イン・ビデオ
- バンダイ
- バンプレスト
- ビクター
- コナミ
- テクノスジャパン
- J・ウイング
- ほか

## スタッフ
- 構成：柏木照世
- 技術スタッフ：小林博幸、川口重孝、薗部文夫、古鍛治秀雄、鈴木誠司、加藤明比古
- 技術協力：ACT、インターナショナルクリエイティブ
- 編集・MA：ビームテレビセンター
- 選曲：ミューズサウンドクリエイション
- 美術制作：小越敏彦
- ヘアメイク：西村ひとみ
- タイムキーパー：宇田直美
- ディレクター：荒木弘純
- プロデューサー：佐藤哲也（テレビ東京）、井上眞紀代（アルファ放送制作）
- 製作著作：テレビ東京、アルファ放送制作